# Темна (притока Ташлички)
Темна (Вікнина) — річка в Україні, у Бершадському, Уманському й Гайворонському районах Вінницької, Черкаської та Кіровоградської областей. Ліва притока Ташлички (басейн Південного Бугу).

## Опис
Довжина річки 21 км, похил річки — 3,1 м/км. Формується з багатьох безіменних струмків та водойм. Площа басейну 192 км².

## Розташування
Бере початок на південному сході від Тернівки. Спочатку тече на південний схід через Затишок, а потім на південний захід і на південно-західній околиці Долинівки впадає у річку Ташличку, ліву притоку Південного Бугу. 
Населені пункти вздовж  берегової смуги: Вікнина, Червоне.